# 王尚絅
王尚絅（1478年—1531年），字錦夫，號蒼谷，河南汝州郟縣人，軍籍，明朝政治人物。

## 生平
弘治八年（1495年）河南鄉試第五十五名。弘治十五年（1502年），登壬戌科會試第十二名，第二甲第六名進士。授兵部職方司主事。次年因父喪丁憂去官。正德元年（1506年）守喪期滿，復原職。正德三年（1508年），調吏部稽勛司主事，升驗封司員外郎、稽勛司郎中。正德七年（1512年）外放山西左參政，請歸養。正德十三年（1518年），調任四川左參政，堅辭不授。嘉靖元年（1522年）奉詔起用，四年（1525年）起任陝西左參政，五年正月丁母忧。嘉靖九年（1530年）遷浙江右布政使。次年卒於任，年五十四。

## 家族
曾祖父王斌；祖父王宗；父王璇，字天器，號平山，以贡士授汉中府南郑县训导，升宜川教諭，以子貴贈承德郎兵部职方司主事。母聶氏（1447-1526年），封太安人。重庆下。兄尚忠、尚文、尚志、弟尚明、尚簡